# Hautasaari (ö i Sulkava, Kyrsyänjärvi)
Hautasaari är en ö i Finland. Den ligger i sjön Kyrsyänjärvi och i kommunen Sulkava i den ekonomiska regionen  Nyslotts ekonomiska region  och landskapet Södra Savolax, i den södra delen av landet, 250 km nordost om huvudstaden Helsingfors. Öns area är 10,8 hektar och dess största längd är 0,6 kilometer i sydöst-nordvästlig riktning.